# بيورشتات
بوراشتت (بالألمانية: Bürstadt) هي بلدة، مدينة و بلدة ألمانية تقع في ألمانيا في Kreis Bergstraße.[بحاجة لمصدر] يقدر عدد سكانها بـ 16,095 نسمة .

## المدن التوأمة
مدن Krieglach، Wittelsheim و Minano هي مدن توأمة لـبوراشتت.

## أعلام
- إنغريد شميت